# Synagris proserpina
Synagris proserpina är en stekelart som beskrevs av Giovanni Gribodo 1891.
Synagris proserpina ingår i släktet Synagris och familjen Eumenidae. Utöver nominatformen finns också underarten Synagris proserpina niassae.